# Hollywood Babylon
Hollywood Babylon é um livro do cineasta underground Kenneth Anger, em que ele detalha todos os escândalos sórdidos de diversas celebridades de Hollywood, dos anos 1900 aos anos 50.
Públicado nos Estados Unidos pela primeira vez em 1965, o livro acabou sendo banido das lojas apenas dez dias após o seu lançamento, e só voltou a circular novamente em 1975. Após o seu segundo lançamento, o jornal New York Times publicou: "Se podemos dizer que há charme em um livro como este, ele deixa a desejar no fato de conter um mérito redentor."

## Origem
Publicado originalmente na França em 1959, por J.J. Pauvert (Paris, França) sob o título de Hollywood Babylone, a primeira edição estadunidense de Hollywood Babylon acabou sendo publicada em 1965 pelo Serviços Profissionais Associados (de Phoenix, Arizona). Porém, a segunda edição estadunidense foi publicada pela Simon and Schuster e lançada em 1975, após uma grande diversidade de conflitos de copyright.
O livro detalha as histórias de estrelas de Hollywood, desde a época do cinema mudo até os anos 60, mencionando atrizes e atores como Lupe Vélez, Rudolph Valentino, Olive Thomas, Thelma Todd, Juanita Hansen, Mae Murray, Alma Rubens, Barbara La Marr e Marilyn Monroe.
O livro Hollywood Babylon contém também capítulos que detalham o escandâ-lo de Fatty Arbuckle-Virginia Rappe, o assassinato de William Desmond Taylor, a Lista Negra de Hollywood, o assassinato de Sharon Tate, ações judiciais da revista Confidential.

## Crítica
Kevin Brownlow, um historiador de filmes, criticou o livro por diversas vezes, citando Anger e dizendo que o seu método de pesquisa era uma "Telepatia mental, principalmente." Muitas críticas que Kenneth Anger recebeu, começou desde a época de sua publicação. O livro também traz imagens gráficas, como a cena do acidente de trânsito que vitimou a atriz Jayne Mansfield. Além disso, o livro traz uma foto do ator Lewis Stone morto em sua garagem, logo após sofrer um ataque cardíaco.
O livro também foi responsável por diversas lendas urbanas, principalmente no que se diz respeito às atrizes de filmes mudos. O livro é responsável pelo boato de que a atriz Clara Bow dormiu com todo o time de futebol do USC Trojans Football, porém isso já foi desmentido diversas vezes. Os filhos de Clara Bow acabaram processando Kenneth Anger na época do lançamento da segunda edição.
O livro também é responsável pelo rumor de que Ramón Novarro e Rudolph Valentino tiveram relações sexuais. Apesar de Ramon Novarro ter sido gay durante toda a sua vida, não existem provas de que ele e Rudolph Valentino tiveram um relacionamento. Em uma entrevista datada de 1962, Rudolph Novarro afirmou que se encontrou com Ramon Navarro apenas "uma vez". No livro, Kenneth Anger diz também que Rudolph Valentino morreu por terem colocado um dildo em sua garganta. Isso não foi provado, e nenhum objeto fálico foi encontrado na cena do crime.

## Sequência: Hollywood Babylon 2
A continuação, batizada de Hollywood Babylon II, foi publicada em 1984. No entanto, este livro já faz questão de abordar história das celebridades dos anos 20 aos 70. Apesar de ser mais preciso, este livro acabou tendo os mesmos problemas do primeiro.
Kenneth Anger disse, por muitos anos, que ele já estava com idéias para escrever o Hollywood Babylon III. No entanto, em 2008, um terceiro livro, simplesmente intitulado de "Hollywood Babylon: It's Back!", acabou sendo escrito por Darwin Porter e Danforth Prince - sem participação de Kenneth Anger.
Kenneth Anger alegou que ficou muito triste e que lançou uma maldição em ambos os autores (Até os dias de hoje, ele é seguidor da Thelema).